# Elezioni europee del 1999 nei Paesi Bassi
Le elezioni europee del 1999 nei Paesi Bassi si sono tenute il 13 giugno.

## Risultati
| Liste  | Liste                                           | Gruppo    | Voti      | %     | Seggi |
| ------ | ----------------------------------------------- | --------- | --------- | ----- | ----- |
|        | Appello Cristiano Democratico                   | PPE-DE    | 954.898   | 26,94 | 9     |
|        | Partito del Lavoro                              | PSE       | 712.929   | 20,11 | 6     |
|        | Partito Popolare per la Libertà e la Democrazia | ELDR      | 698.050   | 19,69 | 6     |
|        | Sinistra Verde                                  | Verdi/ALE | 419.869   | 11,85 | 4     |
|        | SGP - GPV - RPF                                 | EDD       | 309.612   | 8,74  | 3     |
|        | Democratici 66                                  | ELDR      | 205.623   | 5,80  | 2     |
|        | Partito Socialista                              | GUE/NGL   | 178.642   | 5,04  | 1     |
|        | Partito Europeo                                 | -         | 23.231    | 0,66  | -     |
|        | Democratici di Centro                           | -         | 17.740    | 0,50  | -     |
|        | Piattaforma dell'Elettorato Europeo             | -         | 13.234    | 0,37  | -     |
|        | Lista Sala                                      | -         | 10.580    | 0,30  | -     |
| Totale | Totale                                          | Totale    | 3.544.408 |       | 31    |